# Phare de Punta Stilo
Le phare de Punta Stilo (en italien : Faro di Punta Stilo) est un phare actif situé sur le territoire de la commune de Monasterace (Province de Reggio de Calabre), dans la région de Calabre en Italie. Il est géré par la Marina Militare.

## Histoire
Le phare, mis en service en 1895, est entièrement automatisé et alimenté par le réseau électrique. Il possède un Système d'identification automatique pour la navigation maritime (AIS).

## Description
Le phare  est une tour octogonale en maçonnerie de 15 m de haut, avec double galerie et lanterne, attachée une maison de gardien d'un étage. La tour est peinte en blanc et noir et le dôme de la lanterne est gris métallique. Il émet, à une hauteur focale de 54 m, trois brefs éclats blancs de 0,2 seconde par période de 15 secondes. Sa portée est de 22 milles nautiques (environ 41 km) pour le feu principal et 11 milles nautiques (environ 20 km) pour le feu de veille.
Identifiant : ARLHS : ITA-147 ; EF-3388 - Amirauté : E2108 - NGA : 10584 .

## Caractéristiques dufeu maritime
Fréquence : 15 secondes (W)-W-W
- Lumière : 0,2 seconde
- Obscurité : 2,8 secondes
- Lumière : 0,2 seconde
- Obscurité : 2,8 secondes
- Lumière : 0,2 seconde
- Obscurité : 8,8 secondes

|          |
| Le phare |

### Lien connexe
- Liste des phares de l'Italie